# 캄보디아의 행정 구역
캄보디아의 행정 구역은 최상위 행정 구역인 주와 다음에 해당하는 행정 구역은 구(ស្រុក, srŏk)와 지방 자치체(ក្រុង, krong)이며 구는 쿰(ឃុំ, khum)과 상캇(សង្កាត់, sangkat), 품(ភូមិ, phum)으로 나뉜다. 지방 자치체는 상캇(សង្កាត់, sangkat), 품(ភូមិ, phum)으로 나뉘며 수도 프놈펜은 칸(ខណ្ឌ, khan), 상캇(សង្កាត់, sangkat), 품(ភូមិ, phum)으로 나뉜다.

## 같이 보기
- 캄보디아의 주